# Venom (песня)
«Venom» (с англ. «Яд» — «Веном», в данном случае имя персонажа) — песня американского рэпера Эминема, написанная для саундтрека к одноимённому фильму 2018 года и вошедшая в его альбом Kamikaze. Она была выпущен в виде цифрового сингла 21 сентября 2018 года. После выхода альбома трек вошёл в чарты нескольких стран, попав в Топы-50 в США, Канаде и Австралии.

## Производство
30 августа 2018 года Эминем опубликовал 15-секундный тизер с названием «Веном», в котором «Е» поворачивается к «отзеркаленому E», используемому в качестве эмблемы Эминема. Семь часов спустя, 31 августа 2018 года, был выпущен ранее необъявленный альбом Эминема Kamikaze, последним треком которого был «Веном».
21 сентября 2018 года трек был выпущен в виде отдельного цифрового сингла на потоковых сервисах.

## Музыкальное видео
Музыкальное видео было выпущено 5 октября 2018 года в качестве продолжения предыдущего клипа Эминема «Fall». В первой сцене показывают свидетеля, находящего ранее раздавленный компакт-диск «Revival». Открыв коробку, он находит полностью чёрный диск. Когда подъезжает и останавливается автобус, диск начинает вибрировать. Свидетель кладёт его в свою сумку и садится в автобус. Когда песня начинается, диск-симбиот ползёт по шее человека, заставляя его танцевать хип-хоп под песню, прежде чем он заразит водителя автобуса, выбрасывая его за дверь, который затем также начинает танцевать хип-хоп. Симбиот Эминем распространяется вокруг, заражая невинных прохожих (и собаку) и заставляя их наносить ущерб городу во время танцев. Во время первой части видео Эминем показан во время исполнения песни в тёмной комнате, одетый во всё чёрное. В последней сцене, после того, как симбиот стал одержимым, его последняя жертва превращается в самого Эминема, который исполняет последний припев, а затем превращается в самого Венома.

## Живые выступления
Во время эпизода ночной телевизионной передачи 15 октября 2018 года «Джимми Киммел в прямом эфире» Эминем исполнил песню на 103-м этаже Эмпайр-стейт-билдинга в Нью-Йорке. Спектакль был снят 6 октября 2018 года и был частью восьмиминутного видео, снятого Джеймсом Ларезе с участием мексиканско-американского комика Гильерма Родригеса. Музыкальное видео было снято на Google Pixel 3.

## Отслеживание
Цифровая дистрибуция
| №  | Название | Автор(ы)                              | Продюсер(ы)       | Длительность |
| -- | -------- | ------------------------------------- | ----------------- | ------------ |
| 1. | «Venom»  | Маршалл Мэтерс Луис Ресто Марио Ресто | Эминем Луис Ресто | 4:29         |

## Позиция в чарте
| Чарт (2018)                                 | Высшая позиция |
| ------------------------------------------- | -------------- |
| Австралия (ARIA)                            | 25             |
| Австрия (Ö3 Austria Top 40)                 | 39             |
| Канада (Billboard Canadian Hot 100)         | 15             |
| Чехия (Singles Digitál Top 100)             | 4              |
| France (SNEP)                               | 55             |
| Германия (GfK)                              | 77             |
| Greece International Digital Singles (IFPI) | 6              |
| Венгрия (Single Top 40)                     | 3              |
| Венгрия (Stream Top 40)                     | 4              |
| Ирландия (IRMA)                             | 24             |
| Италия (FIMI)                               | 63             |
| Нидерланды (Single Top 100)                 | 94             |
| Новая Зеландия (Recorded Music NZ)          | 32             |
| Португалия (AFP)                            | 49             |
| Шотландия (OCC Scotland)                    | 25             |
| Singapore (RIAS)                            | 28             |
| Словакия (Singles Digitál Top 100)          | 4              |
| South Korea International (Gaon)            | 97             |
| Швеция (Sverigetopplistan)                  | 64             |
| Швейцария (Schweizer Hitparade)             | 47             |
| Великобритания (OCC UK Singles)             | 16             |
| США (Billboard Hot 100)                     | 43             |
| США (Billboard Hot R&B/Hip-Hop Songs)       | 21             |

## Сертификации
| Регион | Сертификация | Продажи |
| --- | ------------ | ------- |
| Австралия (ARIA) | Платиновый   | 70 000  |
| Италия (FIMI) | Золотой      | 25 000  |
| Великобритания (BPI) | Платиновый   | 600 000 |
| ^ Данные о тиражах приведены только на основе сертификации. · Данные о продажах + прослушиваниях приведены только на основе сертификации. |              |         |